# Amar Garibović
Amar Garibović (cyr. Амар Гарибовић, ur. 7 września 1991 w Sjenicy, zm. 7 września 2010 w Sredancach) – serbski biegacz narciarski.
Zajął 80. miejsce w biegu na 15 kilometrów na Igrzyskach olimpijskich w Vancouver w 2010 r. Był 109. w sprincie indywidualnym na mistrzostwach świata w narciarstwie w 2009 r.
Zginął w wypadku samochodowym w swoje 19. urodziny, 7 września 2010 roku.